# Imaret
Imaret (iz arapskog ‘imāra - građevina preko turskog) je u islamskim krajevima besplatna pučka kuhinja (javna kuhinja) za siromahe, učenike medrese i putnike. Obično je smještena uz džamiju. Može značiti i ubožnicu ili bolnicu.